# Bibi Gaytán
Bibi Gaytán (właściwie Silvia Viviana Gaytán Barragán, ur. 27 stycznia 1972 w Tapachula, Chiapas, Mexico) - meksykańska aktorka i piosenkarka. Najbardziej znana z roli tytułowej bohaterki w telenoweli Camila. Od 1994 zamężna z Eduardo Capetillo. W latach 1989–1991 była wokalistką w zespole Timbiriche.

## Wybrana filmografia
- 1991: Alcanzar una estrella II jako María del Mar "Marimar" Pérez
- 1992: Baila conmigo jako  Pilar Armendia
- 1993-1994: Dos mujeres, un camino jako Tania García
- 1998-1999: Camila jako Camila Flores
- 2008: En Nombre del Amor jako Sagrario Díaz de Espinoza de los Monteros

## Dyskografia
- 1992: Mucha Mujer Para Ti
- 1994: Manzana verde